# Nguyễn Tiến Dĩnh
Nguyễn Tiến Dĩnh (sinh ngày 20 tháng 9 năm 1954 tại Hà Nội) là một chính khách người Việt Nam.

## Tiểu sử
Nguyễn Tiến Dĩnh sinh năm 1954 tại huyện Phú Xuyên thành phố Hà Nội và là người dân tộc Kinh. Ông là người con út trong gia đình có nhiều anh chị em. 

## Sự nghiệp
Ông là đại biểu Quốc hội Việt Nam khóa 12, thuộc đoàn đại biểu Hà Nội.
Ông từng giữ các chức vụ: Giám đốc Trung tâm Khuyến nông Hà Nội (1993 - 1996), Giám đốc Sở Nông nghiệp và Phát triển Nông thôn TP Hà Nội, Bí thư Huyện ủy Sóc Sơn, Hà Nội (2005); Ủy viên Thường vụ Thành ủy Hà Nội, Chủ tịch Liên đoàn Lao động TP Hà Nội (2005 - 2009), Ủy viên Đoàn chủ tịch Tổng Liên đoàn lao động Việt Nam, Phó Trưởng đoàn Đại biểu Quốc hội TP Hà Nội, Thứ trưởng Bộ Nội vụ (2009 - 2014).   